# Jan-Peter Lahall
Jan-Peter Lahall, född 6 mars 1955, är en svensk fotograf och författare.

## Priser och utmärkelser
- Årets Nordiska naturfotograf 1993
- Årets Örebroprofil 1996
- Årets naturfotograf 1997
- Årets Pandabok 1999
- BG Wildlifephotographer of the year 1999
- IFWP Nature Photobook of the year 2003